# Từ Ninh
Từ Ninh (徐宁) là một trong 108 thủ lĩnh Lương Sơn Bạc trong tiểu thuyết Thủy hử của Thi Nại Am. Từ Ninh là một trong 36 Thiên Cang Tinh, biệt hiệu là Kim Thương Thủ, ứng với sao Thiên Hộ Tinh.

## Lên Lương Sơn
Khi Tống Công Minh chỉ huy quân Lương Sơn Bạc đánh nhau với Hô Diên Chước, vì Hô Diên Chước dùng trận pháp "Thiết giáp liên hoàn mã" làm Lương Sơn Bạc tổn thất nặng nề, lúc này có một đầu lĩnh là Thời Thiên đã giới thiệu Từ Ninh cho Lương Sơn Bạc. Ngô Dụng đã bày kế ăn cắp chiếc áo giáp quý của Từ Ninh để dụ lên Lương Sơn Bạc. Tại Lương Sơn, Từ Ninh nhờ có Lâm Xung mới biết Lương Sơn Bạc thay trời hành đạo, nên ông đã trở thành đầu lĩnh dạy câu liêm thương pháp của Lương Sơn Bạc.

## Vũ khí
Vũ khí của Từ Ninh là câu liêm thương, một trong những loại binh khí cận chiến đáng sợ nhất thời Bắc Tống mà ông là một trong số ít những người được thừa kế binh pháp của nó. Câu liêm thương có một lưỡi nhọn và một cái móc câu khá lớn, và có một điểm đặc biệt là cán làm bằng loại gỗ đàn hồi rất tốt. Đâm mạnh, xoay 90 độ rồi rút về thật nhanh là thao tác cơ bản của loại thương này. Nó có thể dùng để móc chân ngựa đối phương, móc vũ khí, phá khiên hay thậm chí có thể lấy đầu đối phương trong tích tắc.

## Tử trận
Trong trận đánh Phương Lạp, vì muốn cứu Hác Tư Văn, nên Từ Ninh đã bị trúng tên độc, nửa tháng sau thì qua đời.

## Trong Đãng Khấu chí
Tại hồi 62, Quân Luơng Sơn tấn công mạnh mẽ nhằm đoạt lại Nhị Quan, Từ Ninh hăng hái xông trận leo lên mặt thành giao chiến ác liệt với Nhậm Sâm. Nhậm Sâm liều chết giữ thành, hai tướng giao chiến hơn 30 hiệp. Nhậm Sâm đâm thương vào họng Từ Ninh, Từ Ninh móc câu liêm thủng sườn Nhậm Sâm. 2 chiến tướng cùng chết.